# Řád velkého dobyvatele
Řád velkého dobyvatele (arabsky وسام الفاتح العظيم‎) je libyjské státní vyznamenání. Založen byl roku 1969.

## Insignie
Řádový odznak má tvar zlaté osmicípé hvězdy s jednotlivými cípy složenými z různě dlouhých paprsků. Uprostřed je kulatý zeleně smaltovaný medailon se zlatým kaligrafickým nápisem v arabském písmu. Při vnějším okraji je lemován širokým zlatým kruhem. Ke stuze je připojen pomocí přechodového prvku v podobě zlatého věnce.
Řádová hvězda se svým vzhledem shoduje s řádovým odznakem, chybí však přechodový prvek.
Stuha z hedvábného moaré je zelená.